# Заклопатиця (Ластово)
42°46′ пн. ш. 16°52′ сх. д. / 42.77° пн. ш. 16.87° сх. д.
Заклопатиця (хорв. Zaklopatica) — населений пункт у Хорватії, у Дубровницько-Неретванській жупанії у складі громади Ластово.

## Населення
Населення за даними перепису 2011 року становило 87 осіб.
Динаміка чисельності населення поселення: